# Giancarlo Palanti
Giancarlo Palanti (Milão, 26 de outubro de 1906 - São Paulo, 30 de setembro de 1977) foi um arquiteto, urbanista e designer ítalo-brasileiro. Expoente da arquitetura racionalista italiana, Palanti atuou na consolidação da arquitetura moderna em São Paulo, projetando um grande número de edifícios nessa cidade. É também importante referência no desenho industrial brasileiro, seja por ter tomado parte na primeira iniciativa voltada ao ensino do design no país, seja pela ação pioneira no projeto e construção de móveis modernos segundo uma perspectiva de produção em série.

## Vida e obra
Nascido em Milão, filho do pintor Giuseppe Palanti, professor da Academia de Brera, e sobrinho do arquiteto Mario Palanti, Giancarlo forma-se arquiteto pelo Politecnico desta cidade em 1929. Toma parte nas acaloradas discussões que ocorreram na Itália, envolvendo o debate sobre orientação arquitetônica e o regime fascista de Benito Mussolini. Em 1931, ao lado de Franco Albini e Renato Camus, abre um escritório em Milão. Atuou ainda como redator das revistas Domus (dirigida por Giò Ponti) e La Casabella.
Palanti integra-se a um grupo de arquitetos racionalistas animados pelas figuras de Giuseppe Pagano e Edoardo Persico, reunidos em torno da revista Casabella, e que tomaram parte de vários projetos para Milão e dos concursos de arquitetura promovidos pelo Estado entre as duas guerras mundiais. São exemplares desse período os projetos realizados por Palanti para habitação coletiva, em parceria com Franco Albini e Renato Camus, e o projeto Milão Verde, com Pagano, Albini, Gardella, Minoletti, Predaval e Romano, de 1938. Participa ainda, com Edoardo Persico e Marcello Nizzoli, do projeto para o "Salão e Honra" da VI Trienal de Milão, em 1936, obra capital do racionalismo italiano. Durante a Segunda Guerra Mundial, toma parte da elaboração do plano diretor de Milão.
Em 1945, Giuseppe Pagano, animador do grupo dos racionalistas do qual Palanti fazia parte, passa ao ativismo antifascista. Acaba morrendo em um campo de concentração alemão. O mesmo ocorre a outro arquiteto do grupo, Gian Luigi Banfi. Diante da experiência política, dos acontecimentos e da situação da economia italiana desencadeados pela guerra, Palanti viaja com sua então noiva ao Brasil onde procura novas oportunidades de trabalho. Desembarca no porto de Santos em 1946, fixando residência em São Paulo e naturalizando-se alguns anos depois.
Em São Paulo, Palanti se associa a um grupo de arquitetos, músicos e artistas europeus que imigraram para a cidade em virtude da guerra ou das leis raciais anteriores a ela. Na década de 1940, a capital paulista passava por um período de acelerado crescimento, tornando-se um cenário atraente à mão de obra imigrante que chegava ao país. Palanti se aproxima do casal italiano Lina Bo e Pietro Maria Bardi, com os quais passaria a colaborar nos projetos de desenho industrial do Studio de Arte e Arquitetura Palma e na estruturação da escola do Museu de Arte de São Paulo. Associa-se também ao arquiteto Daniele Calabi, com quem colabora no projeto do conjunto de edifícios da Casa da Infância para a Liga das Senhoras Católicas de São Paulo.
Nos anos seguintes, Palanti será um arquiteto bastante ativo, projetando um grande número de edifícios comerciais e residenciais e criando algumas das referências características da cidade de São Paulo na década de 1950. Entre 1952 e 1954 trabalha como diretor de projetos da Construtora Alfredo Mathias em São Paulo. Em 1953, participa da II Bienal Internacional de São Paulo.
É de sua autoria o conjunto formado pelos edifícios Chipre e Gibraltar e pelo Cine Belas-Artes, na esquina da avenida Paulista com a rua da Consolação. Para o imponente Edifício Conde de Prates, localizado no Vale do Anhangabaú, realizou uma radical reforma do projeto, desenhando a fachada atual do edifício e outros detalhes do seu interior. Este projeto destacou-se como exemplar das concepções arquitetônicas do mercado imobiliário daquela época. Também concebeu a agência paulistana da KLM e, em associação com Henrique Mindlin, o edifício do Bank of London and South America, na rua XV de Novembro, ambos inaugurados em 1959. Nesta época casa-se com Dirce Maria de Torres, com quem teve seis filhos, Marco, Ada Marina, Ricardo, Ricardo, Carlo e Piero.
Projetou ainda diversas residências e edifícios públicos em cidades do interior e litoral paulista, como a biblioteca de Araras e conjuntos residenciais em Santos e no Guarujá. Assinou com Henrique Mindlin e equipe o pavilhão do Brasil na XXX Bienal de Veneza e o projeto para o Plano Piloto de Brasília, classificado em quinto lugar. Sua parceria com Mindlin perdura até 1966. Palanti realiza ainda alguns outros projetos em São Paulo até meados da década de 1970, vindo a falecer nesta cidade em 1977.